# 加藤博 (実業家)
加藤 博(かとう ひろし、1957年1月29日 - ）は、日本の経営者。ノリタケ代表取締役会長。愛知県名古屋市出身。

## 経歴
1979年慶應義塾大学商学部卒業、日本陶器（後のノリタケカンパニーリミテド、現在のノリタケ）入社。取締役執行役員財務部長、取締役常務執行役員経営管理本部長、代表取締役副社長などを経て、2018年から2024年3月まで代表取締役社長、2024年4月より代表取締役会長。2023年中部経済同友会代表幹事、名古屋商工会議所副会頭。